# 伊里翁多縣

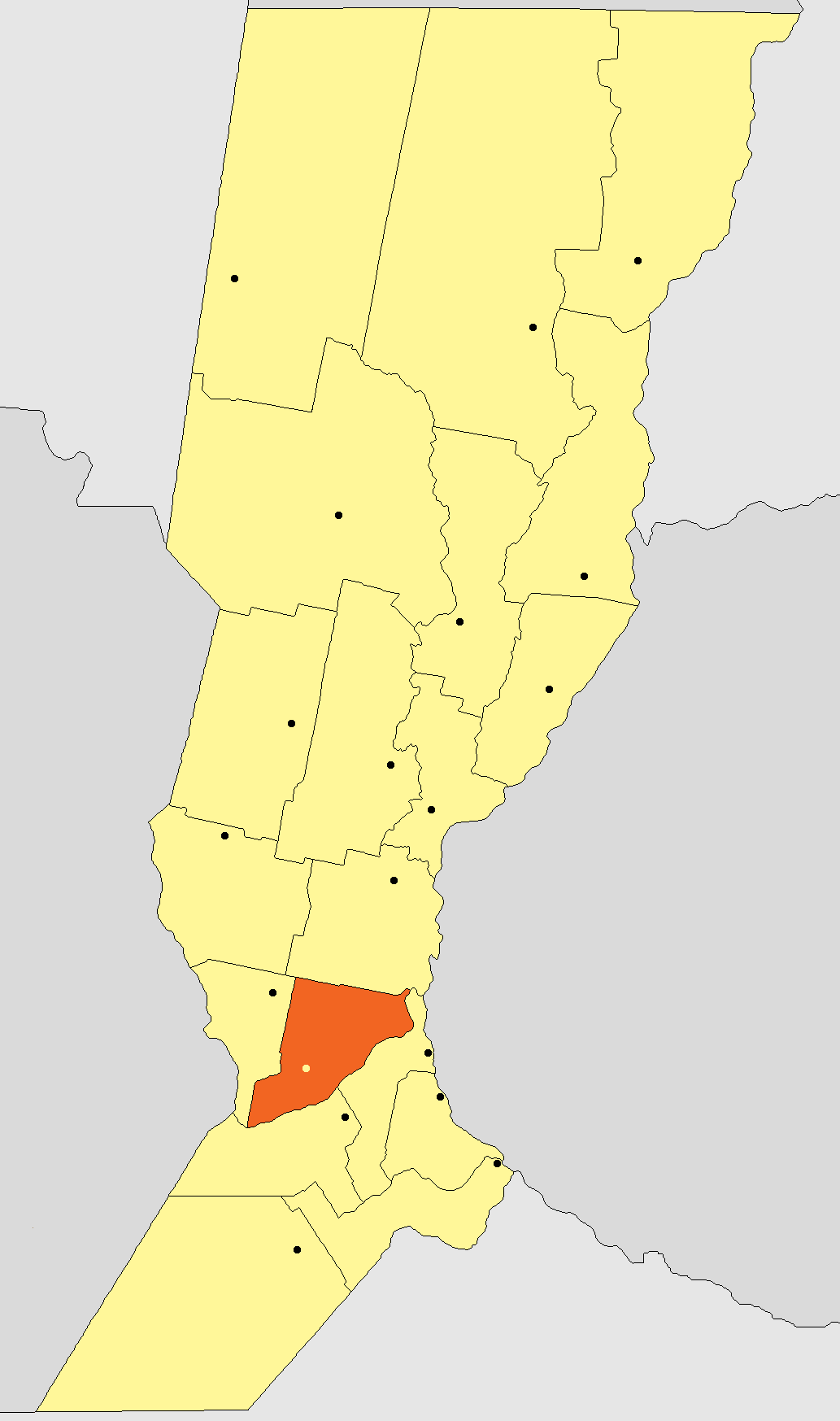

32°49′S 61°24′W / 32.817°S 61.400°W
伊里翁多縣（西班牙語：Departamento Iriondo），是阿根廷的縣份，位於該國東北部聖大非省，首府設於卡尼亞達德戈梅斯，面積3,184平方公里，2010年人口66,675，人口密度每平方公里20.94人。